# Голдън Иъринг
„Голдън Иъринг“ (на нидерландски: Golden Earring) е нидерландска рок група, основана през 1961 година в Хага. Тя е най-популярна с песните Eight Miles High (1969), Radar Love (197), Twilight Zone (1982), When The Lady Smiles (1984), които получават международна известност.
Първоначалното име на „ученическата“ банда е The Tornados. Приемат името Golden Earring след издаване на първия си сингъл Please Go през 1965 година. Новото им име е взето от песен, изпълнявана от Марлене Дитрих през 1947 г. и хит на Пеги Лий през 1948 г., с която те започват своя концерт. През 48-годишното си съществуване са пласирали в Холандия над 40 хита и над 30 златни и платинени албума.

## Дискография
- 1965 Just Earrings
- 1966 Winter-Harvest
- 1967 Miracle Mirror
- 1968 On the Double
- 1969 Eight Miles High
- 1970 Golden Earring
- 1971 Seven Tears
- 1972 Together
- 1973 Moontan
- 1974 Switch
- 1975 To the Hilt
- 1976 Contraband
- 1977 Live
- 1978 Grab It for a Second
- 1979 No Promises...No Debts
- 1980 Prisoner of the Night
- 1981 2nd Live
- 1982 Cut
- 1983 N.E.W.S.
- 1984 Something Heavy Going Down
- 1986 The Hole
- 1989 Keeper of the Flame
- 1991 Bloody Buccaneers
- 1992 The Naked Truth
- 1994 Face It
- 1995 Love Sweat
- 1997 Naked II
- 1999 Paradise in Distress
- 2000 Last Blast of the Century
- 2003 Millbrook U.S.A.
- 2005 Naked III, Live at the Panama
- 2006 Live In Ahoy